# Tschechoslowakischer Nationalrat

Flagge des Tschechoslowakischen Nationalrates

Tschechoslowakischer Nationalrat (tschechisch: Československá národní rada, ČSNR) war das repräsentative Organ des anti-habsburgischen Auslandswiderstandes von Tschechen und Slowaken während des Ersten Weltkrieges. Der Nationalrat unter dem Vorsitz von Tomáš Garrigue Masaryk bildete sich im Februar 1916 in Paris und wurde im Laufe des Jahres 1918 von den Regierungen der Entente als die offizielle Vertretung des künftigen tschechoslowakischen Staates anerkannt. Im Oktober 1918 entstand in Paris aus dem Nationalrat die provisorische tschechoslowakische (Exil-)Regierung und im November 1918, mit der Bildung der ersten tschechoslowakischen Regierung, beendete er seine Existenz.

## Bedeutung

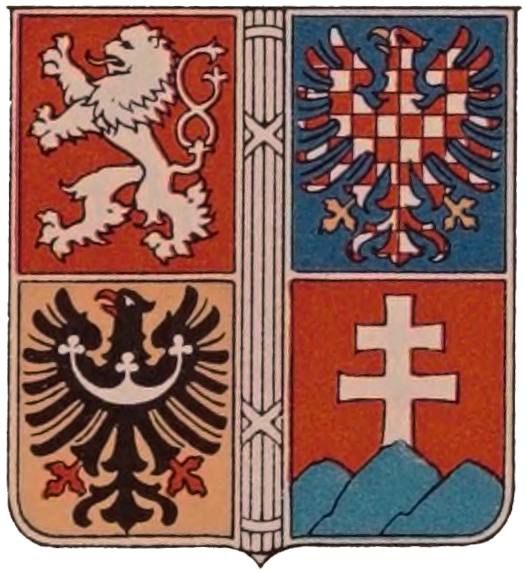
Wappen des Tschechoslowakischen Nationalrates

Im Oktober 1915 gründete Tomáš Garrigue Masaryk, der seit Dezember 1914 im Exil lebte und den tschechischen anti-habsburgischen Widerstand im Ausland organisierte, in Paris das Tschechische Auslandskomitee (Český komitét zahraniční). Daraus entstand im Februar 1916 der Tschechische Nationalrat (Národní rada zemí českých), im Mai 1917 änderte er seinen Namen in Tschechoslowakischer Nationalrat (Československá národní rada). Der Nationalrat trat unter dem offiziellen französischen Namen Conseil national des pays tchèques bzw. Conseil national tchècoslovaque auf.

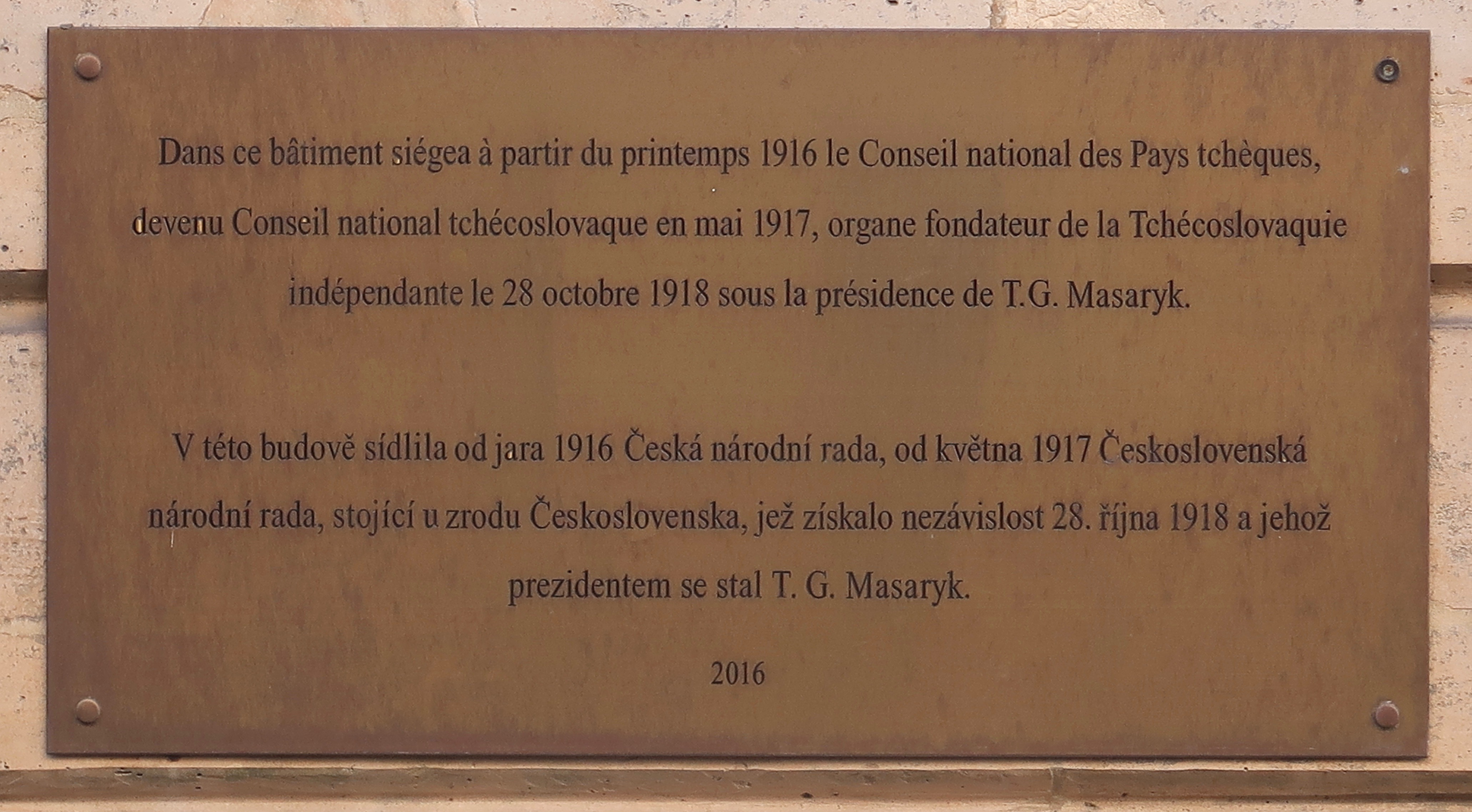
Gedenktafel in der Rue Bonaparte Nr. 18.

Den Vorsitz hatte Tomáš Garrigue Masaryk, seine Stellvertreter waren Josef Dürich und Milan Rastislav Štefánik, Generalsekretär war Edvard Beneš. Hauptsitz war Paris, Rue Bonaparte 18 – heute befinden sich unter dieser Adresse die Konsularabteilung der tschechischen Botschaft und das Tschechische Zentrum. Das Presseorgan des Nationalrates waren die Zeitungen Nation Tchéque (Tschechische Nation) und Československá samostatnost (Tschechoslowakische Unabhängigkeit). Niederlassungen des Nationalrates bildeten sich in Russland, Italien, Großbritannien, der Schweiz und den USA.
Der Tschechoslowakische Nationalrat unterhielt konspirative Kontakte zur Geheimorganisation Maffie, dem anti-habsburgischen Widerstand in der Heimat und entwickelte im Ausland eine intensive diplomatische Tätigkeit und Öffentlichkeitsarbeit. Das Ziel war es, die Regierungen der Entente-Staaten zu überzeugen, dass nach dem Krieg Österreich-Ungarn in einzelne Nationalstaaten aufgespalten werden sollte. Dabei sollte auch ein selbstständiger tschechoslowakischer Staat entstehen. Wichtige Unterstützung (auch finanziell) fand der Nationalrat durch tschechische und slowakische Landsmannschaften, vor allem auch in den USA. Weitere wichtige Stütze waren die Tschechoslowakische Legionen – Freiwilligenverbände aus tschechischen (und in geringerem Umfang auch slowakischen) Kriegsgefangenen und Überläufern, die sich in Frankreich, Italien und hauptsächlich in Russland bildeten, um auf Seiten der Entente gegen Österreich-Ungarn zu kämpfen.
Ein wichtiger diplomatischer Erfolg war das Dekret über die Bildung der tschechisch-slowakischen Armee in Frankreich, das der französische Präsident Raymond Poincaré am 16. Dezember 1917 unterschrieb. Die eigenständige tschechisch-slowakische Armee unterlag nach diesem Dekret dem Kommando des Tschechoslowakischen Nationalrates in Paris.
Regierungen der Entente-Staaten erkannten den Tschechoslowakischen Nationalrat im Jahr 1918 als die offizielle Vertretung des zukünftigen tschechoslowakischen Staates an. Frankreich erklärte es am 29. Juni, Großbritannien am 9. August, USA am 3. September, Japan am 9. September und Italien am 3. Oktober. Diese Anerkennung war ein entscheidender diplomatischer Erfolg. Es ermöglichte Edvard Beneš, den Nationalrat am 14. Oktober 1918 in Paris in die provisorische tschechoslowakische Regierung umzubilden und als Vertreter eines anerkannten Staates an den Verhandlungen der Entente teilzunehmen. Am 18. Oktober 1918 gab die provisorische Regierung die Tschechoslowakische Unabhängigkeitserklärung heraus, in der die Gründung eines selbstständigen, von der Habsburgermonarchie losgelösten tschechoslowakischen Staates erklärt wird.
Vom 28. bis 31. Oktober 1918 trafen sich in Genf Vertreter des Tschechoslowakischen Nationalrates mit den Vertretern des inneren Widerstandes, des Tschechoslowakischen Nationalausschusses, zu Gesprächen über die künftige Form des Staates. Die Ereignisse in Prag überholten jedoch diese Gespräche. Bereits am 28. Oktober verkündeten die in Prag verbliebenen Repräsentanten des Nationalausschusses die Unabhängigkeit der Tschechoslowakei, nahmen die österreichischen Ämter in ihre Gewalt und gaben das Gesetz über die Errichtung des selbstständigen tschechoslowakischen Staates heraus.
Der Tschechoslowakische Nationalrat beendete formal seine Tätigkeit mit dem Entstehen der Revolutionären Nationalversammlung am 14. November 1918. Die Exekutivgewalt ging an diesem Tag an die Regierung Karel Kramářs über. Zum Präsidenten des neuen Staates wählte die Nationalversammlung Tomáš Garrigue Masaryk, Edvard Beneš wurde Außenminister und Milan Rastislav Štefánik Minister für das Militärwesen (beziehungsweise auch als Kriegsminister bezeichnet).